# Tigabinanga
Tigabinanga is een bestuurslaag in het regentschap Karo van de provincie Noord-Sumatra, Indonesië. Tigabinanga telt 4408 inwoners (volkstelling 2010).